# دورة الكربون المتعمقة

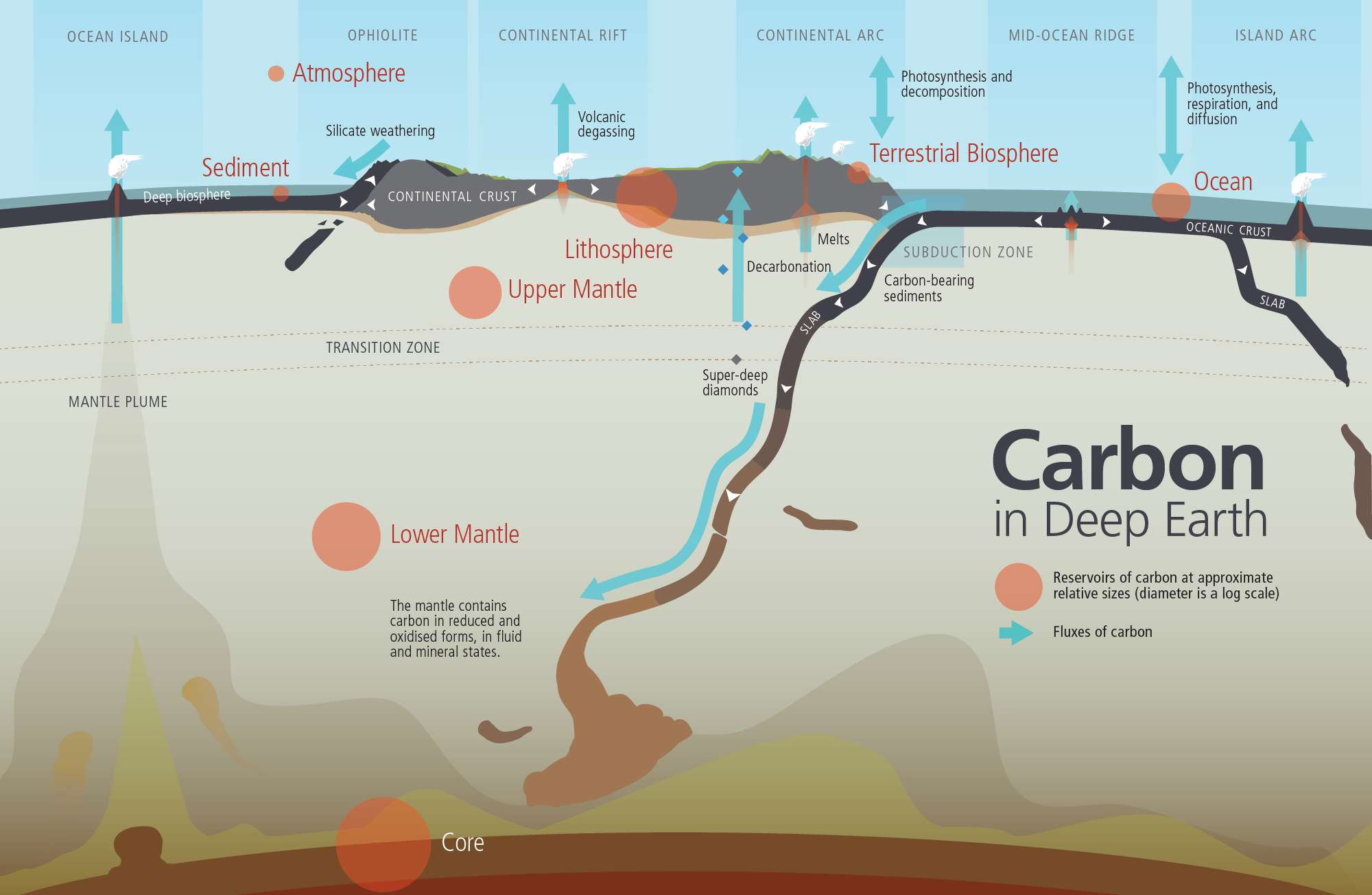
كربون الأرض العميقة

دورة الكربون العميقة هي حركة الكربون عبر غلاف الأرض ونواتها. إنه يشكل جزءًا من دورة الكربون ويرتبط ارتباطًا وثيقًا بحركة الكربون في سطح الأرض والغلاف الجوي. من خلال إعادة الكربون إلى أعماق الأرض، فإنه يلعب دورًا مهمًا في الحفاظ على الظروف الأرضية اللازمة لوجود الحياة. وبدونها، سوف يتراكم الكربون في الغلاف الجوي، ليصل إلى تركيز عالي للغاية على مدى فترات زمنية طويلة. 
بدون الوصول إلى عمق الأرض، لا يُعرف الكثير عن دور الكربون فيها. ومع ذلك، تشير بعض الأدلة (التي يأتي الكثير منها من المحاكاة المختبرية لظروف التربة العميقة) إلى الآلية التي تتحرك بها العناصر إلى القاع وشكل الكربون تحت درجة الحرارة والضغط الشديدين هذه. بالإضافة إلى ذلك، أعطت تقنيات مثل علم الزلازل الناس فهماً أعمق للكربون المحتمل في قلب الأرض. تُظهر الدراسات حول تكوين الصهارة البازلتية وتدفق ثاني أكسيد الكربون البركاني أن محتوى الكربون في الوشاح أكبر ألف مرة من محتوى الكربون على سطح الأرض.

## كمية الكربون
يوجد حوالي 44000 جيجا طن من الكربون في الغلاف الجوي والمحيطات. الجيغاتون هو مليار طن متري، أي ما يعادل كتلة الماء في أكثر من 400000 حمام سباحة بالحجم الأولمبي. على الرغم من أن هذه الكمية واسعة، إلا أنها لا تمثل إلا جزء بسيط من واحد بالمائة من كربون اليابسة . قد يقيم أكثر من 90 ٪ في الحشو، والمتبقي في القشرة والغشاء الخارجي.
في الغلاف الضوئي للشمس، يعتبر الكربون رابع أكثر العناصر وفرة. قد تكون نسب الأرض في البداية متشابهة، لكن فقد الكثير بسبب التبخر. ومع ذلك، حتى لو كان هذا هو سبب التبخر، فإن تركيز الكربون في السيليكات المكونة من القشرة والعباءة يكون أقل بخمس إلى عشر مرات من تركيز الكربون في كوندريت CI. تشكيل الكوكب، قد يكون بعض هذا الكربون قد دخل إلى النواة. اعتمادًا على النموذج، يجب أن تكون النسبة المئوية لوزن الكربون في القلب من 0.2٪ إلى 1٪. حتى لو كان التركيز منخفضًا ، فسيشكل نصف الكربون الموجود على الأرض.
يأتي تقدير محتوى الكربون في الوشاح العلوي من القياسات الكيميائية لوسط المحيط ريدج بازلت. بسبب إطلاق غازات الكربون والعناصر الأخرى، يجب تصحيح هذه المشاكل. منذ تكوين الأرض ، فقد الوشاح العلوي 40-90٪ من الكربون بسبب التبخر ونقل مركبات الحديد إلى النواة. التقدير الأكثر صرامة هو أن محتوى الكربون هو 30 جزء في المليون (جزء في المليون). من المتوقع أن يكون استهلاك المياه للطبقة السفلية أقل بكثير من حوالي 350 ميكرومتر.

## المعطف السفلي

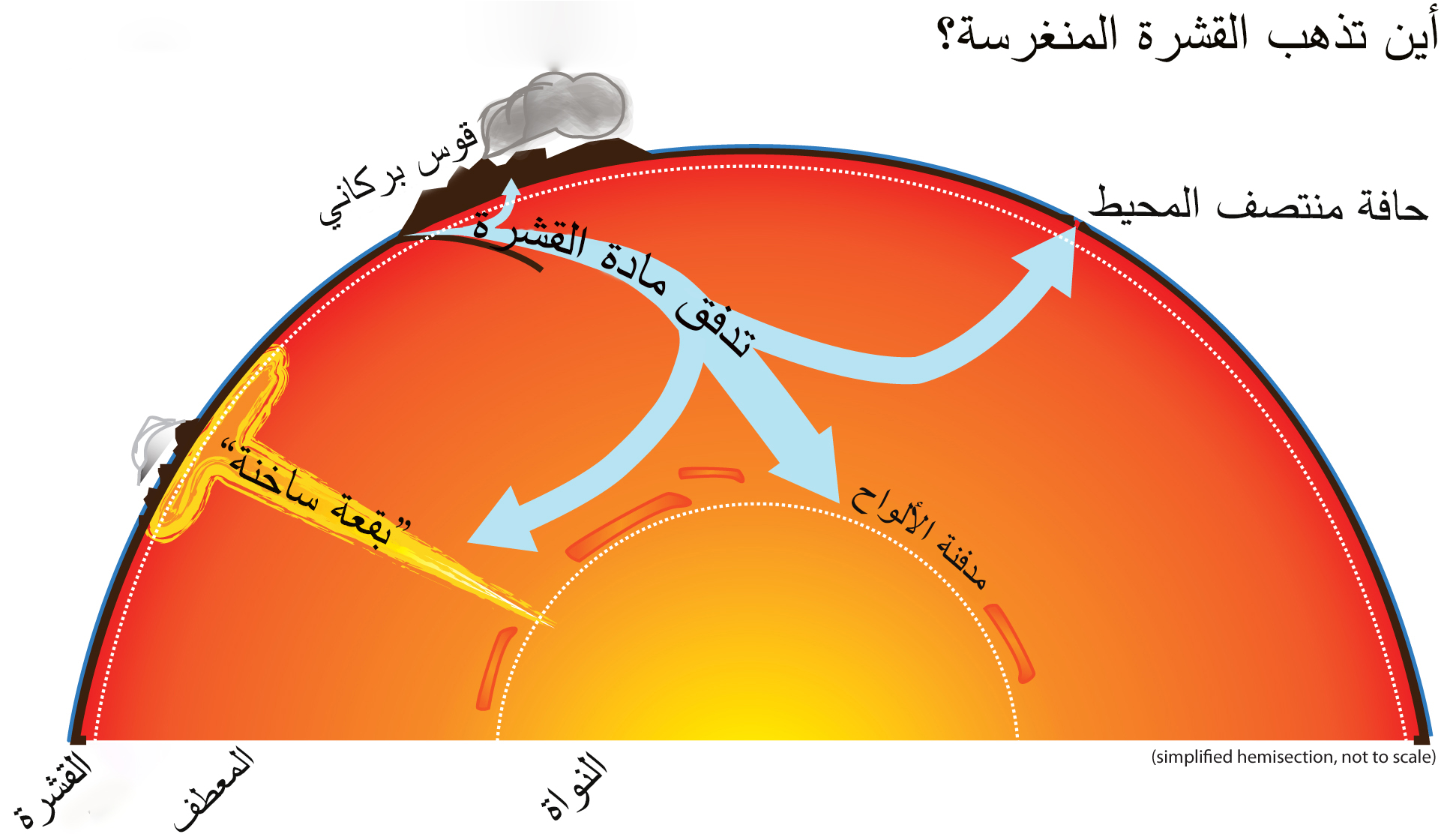
حركة الصفائح المحيطية حاملة مركبات الكربون خلال المعطف.

الكربون أساسًا الوشاح على شكل رواسب غنية بالكربونات على الصفائح التكتونية لقشرة المحيط، والتي تسحب الكربون إلى الوشاح عند خضوعه للاندساس. لا يعلم الكثير عن دوران الكربون في الوشاح، خاصة في أعماق الأرض، لكن العديد من الدراسات حاولت زيادة فهمنا لحركة العنصر وأشكاله داخل المنطقة المذكورة. على سبيل المثال، أظهرت دراسة أجريت عام 2011 أن دورة الكربون تمتد على طول الطريق إلى الوشاح السفلي. قامت الدراسة بتحليل الألماس النادر شديد العمق في موقع في جوينا بالبرازيل، حيث حددت أن التركيب السائب لبعض شوائب الماس تطابق النتيجة المتوقعة لذوبان البازلت وتبلوره عن درجات حرارة وضغوط منخفضة للوشاح. وايضا، تشير نتائج التحقيق إلى أن أجزاء الغلاف الصخري المحيطي البازلتية تعمل كآلية نقل رئيسية للكربون إلى باطن الأرض. يمكن أن تتفاعل هذه الكربونات المندمجة مع سيليكات ومعادن الوشاح السفلي، وتشكل في النهاية ماسًا شديد العمق مثل الماس الموجود حاليا .
| خزان                           | جيجاتونى ج                             |
| ------------------------------ | -------------------------------------- |
| فوق السطح                      | {\displaystyle (43-45)\times 10^{3}}   |
| القشرة القارية والغلاف الصخري  | {\displaystyle (0.9-3.1)\times 10^{8}} |
| القشرة المحيطية والغلاف الصخري | {\displaystyle 1.4\times 10^{8}}       |
| الوشاح العلوي                  | {\displaystyle <3.2\times 10^{7}}      |
| الوشاح السفلي                  | {\displaystyle <1.0\times 10^{9}}      |

تشكل الكربونات التي تنحدر إلى الوشاح السفلي مركبات أخرى إلى جانب الماس. في عام 2011، تعرضت الكربونات لبيئة مشابهة لبيئة عمقها 1800 كيلومتر داخل الأرض، داخل الوشاح السفلي. أدى القيام بذلك إلى تكوينات المغنسيت والسيدريت والعديد من أنواع الجرافيت. تدعم التجارب الأخرى - بالإضافة إلى الملاحظات البترولوجية - هذا الادعاء، حيث وجدت أن المغنسيت هو في الواقع أكثر مراحل الكربونات استقرارًا في غالبية الوشاح. هذا إلى حد كبير نتيجة لارتفاع درجة حرارة انصهارها. وبالتالي، خلص العلماء إلى أن الكربونات تخضع للاختزال عند نزولها إلى الوشاح قبل استقرارها في العمق بفعل بيئات تسارع الأكسجين المنخفضة. يعمل المغنيسيوم والحديد والمركبات المعدنية الأخرى كمواد عازلة طوال العملية، يشير وجود الأشكال الأولية للكربون مثل الجرافيت إلى أن مركبات الكربون تقل عندما تنزل إلى الوشاح.

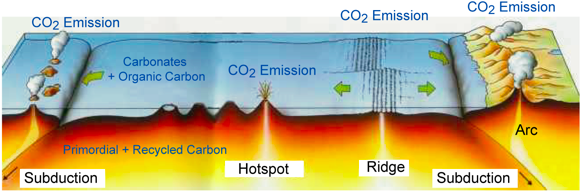
عمليات إطلاق الغازات الكربونية

ومع ذلك، فإن تعدد الأشكال يغير استقرار مركبات الكربونات في أعماق مختلفة داخل الأرض. للتوضيح، تقترح عمليات المحاكاة المختبرية وحسابات النظرية الوظيفية للكثافة أن الكربونات المنسقة رباعي السطوح تكون أكثر استقرارًا في الأعماق التي تقترب من حدود اللب والوشاح. تشير دراسة أجريت عام 2015 إلى أن الضغوط العالية للوشاح السفلي تتسبب في انتقال روابط الكربون من المدارات المهجنة، مما يؤدي إلى ارتباط الكربون رباعي السطوح بالأكسجين. لا يمكن للمجموعات المثلثية لثاني أكسيد الكربون أن تشكل شبكات قابلة للبلمرة، بينما يمكن لثاني أكسيد الكربون رباعي السطوح، أن يشير إلى زيادة في عدد تنسيق الكربون، وبالتالي تغييرات جذرية في خصائص مركبات الكربونات في الوشاح السفلي. على سبيل المثال، تشير الدراسات النظرية الأولية إلى أن الضغوط العالية تتسبب في زيادة لزوجة ذوبان الكربونات؛ إن الحركة المنخفضة للانصهار نتيجة لتغيرات الخصائص الموصوفة هي دليل على وجود رواسب كبيرة من الكربون في عمق الوشاح.

وفقًا لذلك، من الممكن أن يبقى الكربون في الوشاح السفلي لمدة زمنية طويلة، ولكن غالبًا ما تجد التركيزات الكبيرة من الكربون طريقها إلى الغلاف الصخري. هذه العملية، التي تسمى إطلاق غازات الكربون، هي نتيجة ذوبان الوشاح الكربوني الذي يخضع للذوبان، وأيضا أعمدة الوشاح التي تحمل مركبات الكربون نحو القشرة. يتأكسد الكربون عند صعوده عبرالنقاط الساخنة البركانية ، حيث يتم إطلاقه على شكل ثاني أكسيد الكربون، يحدث هذا بحيث تتطابق ذرة الكربون مع حالة أكسدة البازلت التي تنفجر في مثل هذه المناطق.

## النواة

نموذجان لمحتوى الكربون في الأرض

على الرغم من أن وجود الكربون في قلب الأرض مقيد بشكل جيد، إلا أن الدراسات الحديثة تشير إلى إمكانية تخزين مخزونات كبيرة من الكربون في هذه المنطقة. تتحرك موجات القص التي تتحرك عبر اللب الداخلي بحوالي خمسين بالمائة من السرعة المتوقعة لمعظم السبائك الغنية بالحديد، بالنظر إلى أن تكوين اللب يُعتقد على نطاق واسع أنه سبيكة من الحديد البلوري مع كمية صغيرة من النيكل، يشير هذا الشذوذ الزلزالي إلى وجود مادة أخرى داخل المنطقة. تفترض إحدى النظريات أن هذه الظاهرة هي نتيجة لعناصر ضوئية مختلفة، بما في ذلك الكربون، في القلب. في الواقع، استخدمت الدراسات خلايا سندان الماس لتكرار الظروف الموجودة في قلب الأرض، والتي تشير نتائجها إلى أن كربيد الحديد يطابق سرعات الصوت والكثافة في اللب الداخلي مع الأخذ في الاعتبار درجة الحرارة والضغط. ومن ثم، فإن نموذج كربيد الحديد يمكن أن يكون بمثابة دليل على أن اللب يحتوي على ما يصل إلى 67٪ من كربون الأرض. علاوة على ذلك، وجدت دراسة أخرى أن الكربون يذوب في الحديد ويشكل طورًا مستقرًا بنفس تركيبة كربيد الحديد وإن كان له هيكل مختلف عن الهيكل المذكور سابقًا. وبالتالي، على الرغم من أن كمية الكربون المحتمل تخزينها في قلب الأرض غير معروفة، تشير الأبحاث الحديثة إلى أن وجود كربيدات الحديد يمكن أن يكون متسقًا مع الملاحظات الجيوفيزيائية.

## معرض الصور

تحليل سرعة موجات القص تلعب دورًا أساسيًا في تطوير المعرفة حول وجود الكربون في القلب
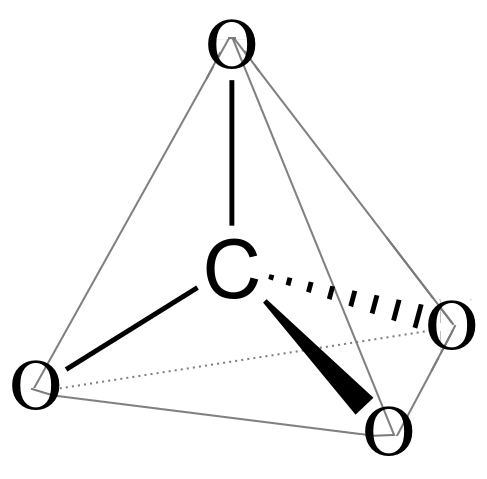
رسم تخطيطي لكربون رباعي السطوح مرتبط بالأكسجين